# Agustín Dávila Padilla
Agustín Dávila Padilla (Mexico, 1562-1604) est un dominicain espagnol né au Mexique, historien de son ordre et évêque de Saint-Domingue.

## Biographie
On ne connaît que peu de choses sur son passé avant son entrée chez les Dominicains. De toute évidence il est le fils de colons espagnols émigrés en Nouvelle-Espagne. Après son entrée chez les Dominicains et sa formation achevée il semble avoir été occupé par la fondation de la province dominicaine du Mexique. Dans son ministère il aide et est aidé par les grandes figures dominicaines missionnaires de l'époque comme Dominique de Betanzos et Bartolomé de las Casas, entre autres. Il est par la suite nommé évêque de l'Archidiocèse de Saint-Domingue sur l'actuelle île de Saint-Domingue appelée à l'époque Hispaniola.  
C'est en tant qu'historien de son ordre qu'il est le plus connu. Agustín Dávila Padilla est l'auteur d'une Historia de la Fundación y Discurso de la Provincia de Santiago de México de la Orden de Predicadores por las vidas de sus varones insignes y casos notables de Nueva España, contribution majeure publiée à Madrid en 1596 sur l'histoire de l'ordre dominicain en Amérique de la période de 1526 à 1592. Ouvrage certes historique c'est avant tout une hagiographique. Agustín Dávila Padilla y évoque et fait largement l'éloge du travail des missionnaires dominicains auprès des indigènes. 